# Kiritimati
Kiritimati (Christmas Island)  je naseljeni koraljni otok u sastavu Kiribata.

## Zemljopis
Nalazi se u grupaciji Linijskih otoka, 285 km jugoistočno od Tabuaerana. Najveći je Linijski otok, i s površinom od 388 km2 ujedno je i najveći atol u svijetu.

## Vanjske poveznice
|  | Zajednički poslužitelj ima još gradiva o temi Kiritimati |